# Alasho

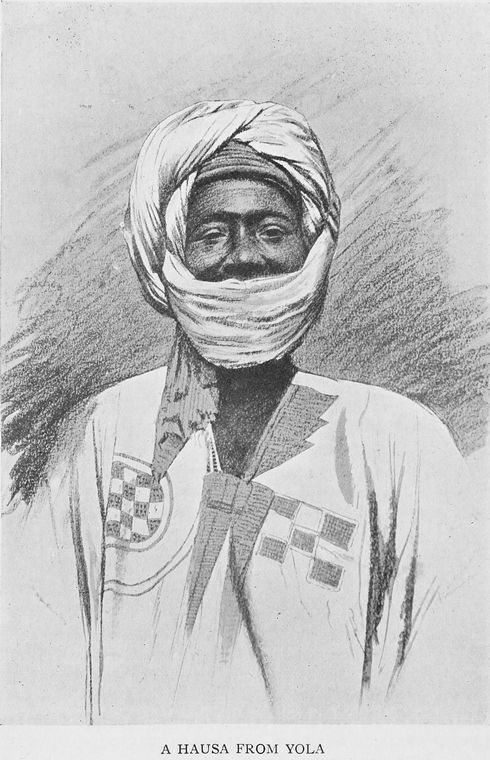
Dibujo de 1902 de un hombre Hausa de Yola, Nigeria con un alasho

El alasho es un turbante armado con una tela extensa que usan los indígenas de la etnia Hausa, que les cubre la cabeza y el cuello. Tiene longitud, color y dimensiones muy similares al tagelmust, de los Tuareg, pero se envuelve en forma distinta al método de los tuaregs, dejando los laterales y parte de la zona baja del cuello descubiertos. Un turbante de estilo similar utilizan los hombres Songhai, y lo denominan 'fatalaa' en Zarma.
Aunque antiguamente era común en toda la sociedad hausa como vestimenta masculina común, hoy en día solo sobrevive cuando se usa en ocasiones o ceremonias importantes, rituales de pasaje a la edad adulta, matrimonio o en ceremonias de festejo de un líder social. El velo de Alasho se ha fabricado tradicionalmente en Kano y se vendía a clientes y comerciantes de Tuareg y Songhay.